# Dallas Taylor
Dallas Woodrow Taylor Jr. (7. duben 1948, Denver, Colorado – 18. ledna 2015) byl americký bubeník, který spolupracoval, mimo jiné, se skupinami Clear Light nebo Crosby, Stills and Nash. Se skupinou nahrál její první album Crosby, Stills & Nash a také jeho nástupce Déjà vu (1970), které půvobní trio nahrálo doplněné o Neila Younga. Téhož roku hrál Taylor na nahrávce Stephen Stills jednoho z členů této kapely. Spolupracoval také s Paulem Butterfieldem nebo s Van Morrisonem. Zemřel v lednu roku 2015 ve věku 66 let.